# George Trumbull Miller
Pour les articles homonymes, voir George Miller et Miller.
À ne pas confondre avec George Miller, australien et réalisateur né en 1945.
George Trumbull Miller, généralement appelé George Miller,  ou George T. Miller, est un réalisateur, producteur et scénariste britannico-australien, né le 28 novembre 1943 à Édimbourg (Écosse) et mort le 17 février 2023 à Melbourne (Victoria).
Il est notamment connu pour avoir réalisé L'Homme de la rivière d'argent (1982) et L'Histoire sans fin 2 : Un nouveau chapitre (1990).

## Filmographie

### Comme réalisateur

#### Cinéma
- 1982 : L'Homme de la rivière d'argent (The Man from Snowy River)
- 1985 : Vol d'enfer (The Aviator)
- 1986 : Cool Change (en)
- 1987 : Les Patterson Saves the World (en)
- 1987 : Bushfire Moon (en)
- 1990 : L'Histoire sans fin 2 : Un nouveau chapitre (The NeverEnding Story II : The Next Chapter)
- 1992 : Over the Hill (en)
- 1992 : Frozen Assets (en)
- 1993 : Coupable ou Innocente (Gross Misconduct)
- 1994 : André, mon meilleur copain (Andre)
- 1997 : Zeus et Roxanne (Zeus and Roxanne)
- 1997 : Robinson Crusoé

#### Télévision

##### Téléfilms
- 1988 : The Far Country
- 1988 : Badlands 2005
- 1988 : Goodbye, Miss 4th of July
- 1989 : Spooner
- 1990 : Une maman pour Noël (A Mom for Christmas)
- 1991 : Noël en Péril (en) (In the Nick of Time)
- 1995 : The Great Elephant Escape (de)
- 1995 : Permission d'aimer (en) (Silver Strand)
- 1997 : Raz de marée: Alerte sur la côte (en) (Tidal Wave: No Escape)
- 1998 : Chienne de vie ! (In the Doghouse)
- 2002 : Le Chien qui valait six milliards (en) (Cybermutt)
- 2005 : Les Dents de sabre (Attack of the Sabretooth)

##### Séries télévisées
- 1970-1973 : Division 4 (en) : 18 épisodes
- 1974 : Ryan (en) : épisode 29
- 1975 : Cash and Company (en) : 3 épisodes
- 1975 : The Box (en) : épisode 452
- 1971-1976 : Matlock Police (en) : 26 épisodes
- 1970-1976 : Homicide (en) : 43 épisodes
- 1976-1977 : Bluey : 11 épisodes
- 1978 : Against the Wind (en) (mini-série) : 7 épisodes
- 1980 : The Last Outlaw (en) (mini-série) : les 4 épisodes
- 1977-1980 : Young Ramsay (en) : 6 épisodes
- 1981 : Bellamy (en) : épisode 2
- 1982 : Der schwarze Bumerang (mini-série) : les 4 épisodes
- 1983 : L'Australienne (All the rivers run) (mini-série) : épisodes 1 et 3
- 1983 : Diligence Express (Five Mile Creek) : saison 1, épisode 1
- 1984 : The Last Bastion (en) (mini-série) : coréalisateur des 3 épisodes
- 1985 :  Anzacs : les 5 épisodes
- 1999 : Voyage au centre de la Terre (Journey to the Centre of the Earth) (mini-série) : les 2 épisodes
- 1999 : Tribe (mini-série) : les 4 épisodes

### Comme producteur
- 1971-1974 : Matlock Police (en) (série télévisée) : 2 épisodes
- 1980 : Young Ramsay (en) (série télévisée) : 12 épisodes
- 1986 : Cool Change (en) (producteur délégué, non crédité)
- 1997 : Heaven Before I Die (en) (producteur délégué)
- 1998 : Chienne de vie ! (In the Doghouse) (téléfilm)
- 1999 : Voyage au centre de la terre (Journey to the Centre of the Earth) (mini-série) : les 2 épisodes

### Autres
- 1969 : Homicide (en) (série télévisée) - assistant réalisateur sur les épisodes Jig-Saw et Billy
- 1974-1975 : Matlock Police (en) (série télévisée) - scénariste sur les épisodes What Are Friends For? et Eight Mile Al
- 1975 : Homicide (en) (série télévisée) - scénariste sur l'épisode Free Enterprise
- 1980 : Young Ramsay (en) (série télévisée) - réalisateur deuxième équipe sur l'épisode Bailed Up